# Liste der Kulturdenkmale in Munkbrarup
In der Liste der Kulturdenkmale in Munkbrarup sind alle Kulturdenkmale der schleswig-holsteinischen Gemeinde Munkbrarup (Kreis Schleswig-Flensburg) aufgelistet (Stand: 10. März 2025).

## Legende
In den Spalten befinden sich folgende Informationen:
- Objekt-ID: die Nummer des Kulturdenkmales
- Lage: die Adresse des Kulturdenkmales und die geographischen Koordinaten. Kartenansicht, um Koordinaten zu setzen. In der Kartenansicht sind Kulturdenkmale ohne Koordinaten mit einem roten Marker dargestellt und können in der Karte gesetzt werden. Kulturdenkmale ohne Bild sind mit einem blauen Marker gekennzeichnet, Kulturdenkmale mit Bild mit einem grünen Marker.
- Offizielle Bezeichnung: Bezeichnung des Kulturdenkmales
- Beschreibung: die Beschreibung des Kulturdenkmales
- Bild: ein Bild des Kulturdenkmales

## Sachgesamtheiten
| Objekt-ID      | Lage                                       | Offizielle Bezeichnung | Beschreibung | Bild                             |
| -------------- | ------------------------------------------ | ---------------------- | --- | -------------------------------- |
| 40960 Wikidata | An der Kirche (54° 48′ 9″ N, 9° 33′ 44″ O) | Kirche St. Laurentius  | Aktualisierung vorgesehen - Begründung: geschichtlich, künstlerisch, städtebaulich, Kulturlandschaft prägend - Schutzumfang: Kirche St. Laurentius mit Ausstattung, Kirchhof, Grabmale bis 1870, Weihwasserbecken, Granitmauer, Kirchhofspforte, Randallee | weitere Fotos \| Fotos hochladen |

## Bauliche Anlagen
| Objekt-ID     | Lage                                       | Offizielle Bezeichnung                | Beschreibung | Bild                             |
| ------------- | ------------------------------------------ | ------------------------------------- | --- | -------------------------------- |
| 4100          | An der Kirche (54° 48′ 9″ N, 9° 33′ 44″ O) | Kirche St. Laurentius mit Ausstattung | Die evangelische Kirche wurde um 1200 erbaut. Alteintragung (Aktualisierung vorgesehen) - Begründung: geschichtlich, künstlerisch, städtebaulich - Schutzumfang: gesamtes Objekt - Denkmaltyp: Bauliche Anlage, Sachgesamtheit: Kirche St. Laurentius | weitere Fotos \| Fotos hochladen |
| 3433 Wikidata | Auberg 6 (54° 48′ 15″ N, 9° 33′ 38″ O)     | Windmühle „Hoffnung“                  | Typ Kellerholländer. Erbaut 1868; Alteintragung (Aktualisierung vorgesehen) - Begründung: geschichtlich, technisch, Kulturlandschaft prägend - Schutzumfang: gesamtes Objekt - Denkmaltyp: Bauliche Anlage | weitere Fotos \| Fotos hochladen |
| 7523 Wikidata | Balm 1 (54° 49′ 0″ N, 9° 34′ 32″ O)        | ehem. Armenhaus                       | ehem. Armenhaus; 1844, Umbau um 1902; sog. Armen-Arbeitshaus Balm, 1902 als Bauernstelle privatisiert, eingeschossiger giebelständiger Backsteinbau auf Granitquadersockel mit reetgedecktem Halbwalmdach und Knüppelfirst, Außenmauern geschlämmt, hofseitig schmaler jüngerer Frontgiebel mit historischer Befensterung, darunter zweiflügelige Eingangstür, im Westen niedriger massiver Anbau sowie winkelförmiger Stallanbau im Osten im Rahmen der Privatisierung errichtet - Begründung: geschichtlich, Kulturlandschaft prägend - Schutzumfang: gesamtes Objekt - Denkmaltyp: Bauliche Anlage | weitere Fotos \| Fotos hochladen |

## Gründenkmale
| Objekt-ID      | Lage                                       | Offizielle Bezeichnung | Beschreibung | Bild            |
| -------------- | ------------------------------------------ | ---------------------- | --- | --------------- |
| 23164 Wikidata | An der Kirche (54° 48′ 9″ N, 9° 33′ 47″ O) | Kirchhof               | Alteintragung (Aktualisierung vorgesehen) - Begründung: geschichtlich, Kulturlandschaft prägend - Schutzumfang: Kirchhof, Grabmale bis 1870, Weihwasserbecken, Granitmauer, Kirchhofspforte, Randallee - Denkmaltyp: Gründenkmal, Sachgesamtheit: Kirche St. Laurentius | Fotos hochladen |

## Quelle
- Liste der Kulturdenkmale in Schleswig-Holstein – Kreis Schleswig-Flensburg

- Karte mit allen Koordinaten:
- OSM |
- WikiMap